# Inner Circle
Inner Circle er en Reggae-gruppe fra Jamaica.

## Diskografi
- Heavyweight dub (1977)
- Ready for the world (1977)
- New age music (1980)
- Something so good (1982)
- One way (1987)
- Black roses (1990)
- Bad to the bone (1992)
- Bad boys (1993)
- Reggae dancer (1994)
- Da bomb (1996)
- Jamaika me crazy (1998)
- Big tings (2000)